# NASCAR Heat Mobile
NASCAR Heat Mobile es un videojuego de carreras con licencia de NASCAR desarrollado por Firebrand Games y publicado por 704 Games para iOS y Android.

## Jugabilidad
NASCAR Heat Mobile es un juego de carreras de autos de serie y construcción de ciudades, donde se construye una Fan Zone para generar recursos. Luego se puede invertir en el rendimiento del equipo de carreras novato, haciendo más investigaciones para mejorar diferentes aspectos del auto. Con suficiente dinero o monedas de oro (la moneda premium), incluso se puede asegurar los servicios de una cantidad impresionante de pilotos de NASCAR de la vida real, cuyos autos vienen con muchas mejoras ya instaladas.
El modo de juego de carreras en sí ha sido completamente rediseñado. Empezando por la Daytona 500, se puede afrontar todas las carreras reales de la Monster Energy NASCAR Cup Series una por una, desbloqueando nuevas pistas a medida que avanzas. Cada carrera consta de solo unas pocas vueltas, pero se tienen en cuenta las consideraciones sobre la longitud de la pista, por lo que es posible que solo se hagan cuatro vueltas en Daytona, pero 10 en Bristol.
Si bien el objetivo es ganar todas las carreras, también se tienen cinco objetivos que cumplir, como adelantar a una cierta cantidad de autos, ir a rebufo durante una distancia específica o lograr una velocidad promedio de vuelta alta. Se puede intentar lograrlos o no, pero también son obligatorios, ya que se ganan estrellas por cumplir objetivos y las se necesitan para desbloquear carreras posteriores.
En los controles hay opciones para usar controles táctiles o de inclinación para conducir.

## Recepción
Gamezebo escribió: "Al final, este es un juego que parece lo que probablemente sea: un primer intento bastante decente de crear algo nuevo en un subgénero que había estado vacío durante un tiempo. Puede que pase algún tiempo antes de que aparezca un juego móvil de NASCAR con licencia realmente bueno, pero al menos es posible que sea una versión futura de esta serie, algo que no se podría haber dicho de ningún título durante años".